# Taylor Mitchell
Taylor Josephine Stephanie Luciow, mais conhecida por Taylor Mitchell (Toronto, Ontário, 27 de agosto de 1990 – Halifax, Nova Escócia, 28 de outubro de 2009) foi uma cantora folk e country canadense.
Nascida e criada na cidade canadense de Toronto, Taylor estudou música e dança desde criança, e chegou a estudar na prestigiada Etobicoke Escola de Artes e fez especialização em teatro musical.
Taylor Mitchell foi nomeada para os prêmios de Música Folk do Canadá, na categoria de Revelação do Ano.
Suas principais influências musicais eram Joni Mitchell, Simon and Garfunkel, Bob Dylan, Neil Young, Johnny Cash, Led Zeppelin, Janis Joplin, The Eagles, Neil Diamond,  Van Morrison e John Prine.
No dia 28 de outubro de 2009 a cantora passeava pelo parque natural Breton Highlands, que fica no leste do Canadá, quando foi atacada por coiotes. Taylor ainda foi levada para o Hospital de Halifax, mas não resistiu aos ferimentos graves e morreu aos 19 anos de idade.
A cantora deixou apenas uma obra gravada que é o seu primeiro disco “For Your Consideration”.